# أندريس سابيدو
أندريس سابيدو مارتن (وُلِدَ 13 نوفمبر 1957) هو لاعب كرة قدم إسباني كان يلعب كمدافع.

## المسيرة
في 18 ديسمبر 1977، خاض أول مباراة له في دوري الدرجة الأولى لكرة القدم الإسبانية مع ريال مدريد تحت قيادة المدرب الكناري لويس مولوني، في مباراة دوري ضد قادش أقيمت في ملعب رامون دي كاررانزا.
في مسيرته، خاض ما مجموعه 300 مباراة رسمية وسجل 15 هدفًا (152 مباراة و4 أهداف في الدرجة الأولى). سجل هدفه الأول في الدرجة الأولى في السانتياغو برنابيو في 26 يناير 1986 ضد نادي بورغوس. لعب مباراته الأخيرة في الدرجة الأولى ضد ريال بيتيس في مباراة دوري أقيمت في ملعب بينيتو فيامارين، مرتدياً قميص نادي أوساسونا.

## الإحصائيات
| النادي     | الموسم | الدوري  | الدوري | الكأس   | الكأس | القارية | القارية | الإجمالي | الإجمالي |
| النادي     | الموسم | مباريات | أهداف  | مباريات | أهداف | مباريات | أهداف   | مباريات  | أهداف    |
| ---------- | ------ | ------- | ------ | ------- | ----- | ------- | ------- | -------- | -------- |
| ريال مدريد |        |         |        |         |       |         |         |          |          |
| 1977–78    | 6      | 0       | 5      | 0       | 0     | 0       | 37      | 0        |          |
| 1978–79    | 11     | 1       | 7      | 0       | 0     | 0       | 17      | 0        |          |
| 1979–80    | 19     | 0       | 7      | 1       | 6     | 0       | 13      | 0        |          |
| 1980–81    | 23     | 0       | 4      | 1       | 7     | 0       | 7       | 0        |          |
| 1981–82    | 14     | 0       | 3      | 0       | 5     | 0       | 3       | 0        |          |
| الإجمالي   | 73     | 1       | 26     | 2       | 18    | 0       | 117     | 3        |          |

## الإنجازات
ريال مدريد
- الدوري الإسباني: 1977–78، 1978–79، 1979–80
- كأس الملك: 1979–80، 1981–82